# 215016 Catherinegriffin
215016 Catherinegriffin este un asteroid din centura principală de asteroizi.

## Descriere
215016 Catherinegriffin este un asteroid din centura principală de asteroizi. A fost descoperit pe 21 octombrie 2008 la Raheny de D. Grennan. Asteroidul prezintă o orbită caracterizată de o semiaxă mare de 2,52 ua, o excentricitate de 0,07 și o înclinație de 13,7° în raport cu ecliptica.